# Noyales
Noyales is een gemeente in het Franse departement Aisne (regio Hauts-de-France) en telt 141 inwoners (1999). De plaats maakt deel uit van het arrondissement Vervins.

## Geografie
De oppervlakte van Noyales bedraagt 7,3 km², de bevolkingsdichtheid is 19,3 inwoners per km².
De onderstaande kaart toont de ligging van Noyales met de belangrijkste infrastructuur en aangrenzende gemeenten.

## Demografie
Onderstaande figuur toont het verloop van het inwonertal (bron: INSEE-tellingen).
Vanwege een beveiligingsprobleem met de MediaWiki Graph-software is het momenteel niet mogelijk deze grafiek weer te geven. Zodra de software is bijgewerkt zal de grafiek vanzelf weer zichtbaar worden.